# Соленоид
Соленоид је електромагнетска направа која се састоји од електромагнета и помичног металног језгра подржаног са опругом. 
Кад струја пролази кроз електромагнет, он привлачи језгро дјеловањем магнетског поља. Кад струја не тече, језгро се враћа у почетни положај дјеловањем опруге. 
Од релеја се разликује у томе, што помјерање језгра служи за обављање механичке акције, а не за затварање електричних контаката.

## Употреба
Помјерање језгра се користи за вршење неке механичке радње, као што је отварање и затварање вентила, закључавање и откључавање браве на аутомобилу, и друге намјене. 

## Особине
- Пресјек соленоида.
- Соленоид у систему за убризгавање горива код мотора.
- Соленоид кориштен као вентил.

Већина соленоида може да ради на једносмјерну и наизмјеничну струју. Постоје типови соленоида који могу бити укључени само ограничено вријеме, јер се јако загријавају проласком струје кроз намотаје електромагнета. Они су означени за повремено укључивање (енгл. intermittent duty), а други се могу користити стално укључени (continuous duty). 
Остале важне особине су отпор завојнице електромагнета, радна струја и напон, помјерање језгра у милиметрима, димензије језгра, и вучна сила.